# Waalbrug Nijmegen

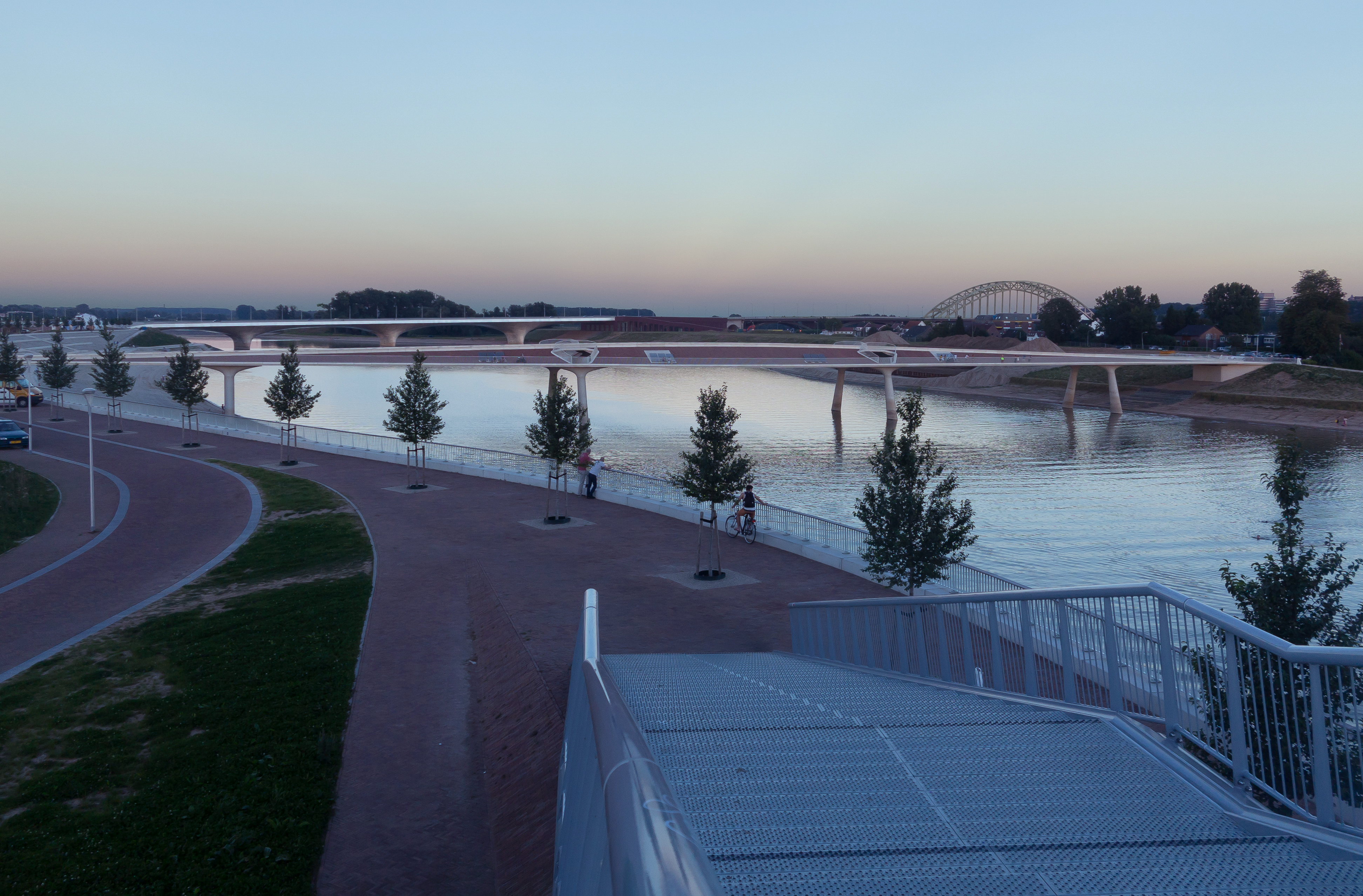
De (Verlengde) Waalbrug en de Lentloper in 2016

De Waalbrug is een boogbrug over de Waal, die het centrum van Nijmegen met het ten noorden hiervan gelegen Lent verbindt. De bouw van deze brug begon in 1931, waarna de brug vijf jaar later in gebruik werd genomen.
De Waalbrug maakt deel uit van de N325 en de stadsroute S100. Twee kilometer westelijker ligt de in 2013 geopende stadsbrug De Oversteek.

## Constructie
De volledige lengte van de Waalbrug bedraagt 604 meter. De hoogte, in het midden van de hoofdboog, bedraagt ongeveer 60 meter boven NAP. De boog overspant tussen de twee pijlers een afstand van 244,1 meter en was daarmee bij oplevering in 1936 de langste boogbrug van Europa. Tot ongeveer het wegdek valt de boog meetkundig gezien samen met een cirkelsegment met een radius van 200 meter.
In tegenstelling tot veel andere bruggen uit dezelfde periode en met vergelijkbare constructie, zoals de IJsselbrug bij Zwolle, de John S. Thompsonbrug bij Grave en de John Frostbrug bij Arnhem is de Waalbrug uniek, omdat het een boogbrug is in de letterlijke zin van het woord; de overdracht van de krachten rust daadwerkelijk in de twee pijlers.
Aan de westelijke kant van de Waalbrug ligt een busbaan. De brug heeft aan beide zijden een fietspad met een smalle voetgangersstrook. De brug was eerst groen, vanaf 1980 werd hij lichtbeige geschilderd.

## Geschiedenis

### Plannen voor de brug
Tot de opening van de Waalbrug 1936 was er geen vaste verbinding voor gewoon verkeer naar de overkant van de Waal. Al het verkeer dat de rivier wilde oversteken, was daarvoor sinds 1657 aangewezen op de gierpont "Zeldenrust". Anderzijds was voor het treinverkeer sinds 1879 al de spoorbrug beschikbaar.  In april 1905 kwamen enkele gemeenteraadsleden met de eerste plannen voor een brug over de Waal. Eind januari 1906 werd het verzoek om deze brug te mogen bouwen officieel ingediend bij minister van Waterstaat Jakob Kraus. In datzelfde jaar begon het comité "Nijmegen Vooruit" met het maken van plannen voor de bouw. In eerste instantie gaf Kraus te weinig subsidie. 
In september 1908 diende de gemeente Nijmegen (op aandringen van Kees Ivens) een nieuw bouwverzoek in bij de rijksoverheid. Minister L.H.W. Regout wilde dat de brug bij de Belvédère zou worden aangelegd, omdat dit financieel gezien het gunstigst was. Op 1 april 1911 werd het voorstel om de brug aan de oostzijde van de stad te bouwen met slechts één tegenstem aangenomen. Hierna kwam er echter veel protest vanuit de Benedenstad; de bewoners van dit stadsdeel wilden dat de brug nabij de Lindenberg zou komen, omdat dat voor hen juist economisch veel gunstiger zou zijn; veel van hun winkels stonden aan de Ganzenheuvel, waar de brug in dat geval zou uitkomen. Hier ging echter een streep door. Op 10 mei 1913 stemde ook de Tweede Kamer in met de rijksbijdrage aan de bouw op de voorgenomen plek. In februari 1915 gaf Cornelis Lely (toen de minister van Waterstaat) de bouwvergunning af. De laatste protesten tegen de bouw van de brug stopten. 
Het uitbreken van de Eerste Wereldoorlog gooide kort hierna echter roet in het eten; de kosten voor het bouwen van de brug zouden op dat moment veel te hoog zijn uitgevallen. In 1916 besloot de gemeenteraad de locatie van de brug te heroverwegen.
In juli 1924 werden de plannen voor het bouwen van de Waalbrug weer opgepakt. Belangrijke redenen waren het inmiddels toegenomen auto- en motorfietsverkeer evenals het feit dat de bouw van de brug goed zou zijn voor de werkgelegenheid. Op voorstel van de Arnhemmer J.J. W. IJsselmuiden (lid van de RKSP0 begonnen de Provinciale Staten een nieuw onderzoek naar de bruggenbouw over zowel de Waal als de Maas en  IJssel. Eind 1927 waren de definitieve plannen alsnog gemaakt. Op 24 februari 1928 besloot minister van Waterstaat Hendrik van der Vegte dat de brug nu echt zou worden aangelegd. 

### Bouw
Op 23 oktober 1931 begon de daadwerkelijke bouw van de Waalbrug, volgens een ontwerp van architect Gerardus Schoorl. Uiteindelijk zou het hele bouwproject van de brug 5,5 miljoen gulden kosten. In de Waal zelf werden bouwkuipen aangelegd, waarop de pijlers kwamen. Op 16 juni 1936 werd de voltooide brug door koningin Wilhelmina geopend, in aanwezigheid van 200.000 belangstellenden. 
Een van de bijeffecten van de komst van de brug was dat de buurt Ooyse Schependom geïsoleerd raakte. Bovendien bleek het noodzakelijk dat hier huizen en werkplaatsen werden gesloopt.

### Tijdens WOII
Op 10 mei 1940, de eerste dag van de Duitse aanval op Nederland in de Tweede Wereldoorlog, blies de Nederlandse genie de Waalbrug op, in de hoop zo een snelle opmars van het Duitse leger te voorkomen. Tijdens de bezetting herstelden de Duitsers de brug en hij kon vanaf 1943 weer gebruikt worden door verkeer. Op 20 september 1944 viel de brug nagenoeg onbeschadigd in de handen van de geallieerden.

### 21e eeuw
Voor het fietsverkeer over de Waal is er sinds 2004 ook de Snelbinder, verankerd aan de spoorbrug.
Op de brug stond tijdens de ochtend- en avondspits meestal een flinke file; net als het Keizer Karelplein werd de brug langzaamaan een "flessenhals" die de doorstroom van verkeer door de stad bemoeilijkte. Daarnaast bleek het, omdat de Waalbrug van groot belang was voor het regionale verkeer, lastig de brug te renoveren. Met het oog op meer capaciteit en de mogelijkheid het verkeer om te leiden bij het afsluiten van rijbanen voor groot onderhoud werd in 2013 een tweede verkeersbrug geopend, De Oversteek. Hierna werd tot medio 2015 de Waalbrug verlengd zodat deze ook over de nieuwe nevengeul, de Spiegelwaal, is gaan reiken.

## Trivia
- De oude, nu afgebroken verkeersbrug bij Zaltbommel werd eveneens vaak "Waalbrug" genoemd, maar die naam veranderde later onofficieel in Bommelse Brug.
- De Waalbrug bij Nijmegen is al meerdere malen gebruikt door actievoerders. Zo beklom een actievoerder voor Fathers 4 Justice op 15 juli 2006 de brug. Op 2 oktober 2008 klom een schijnbaar geweigerde asielzoeker op de brug omdat hij uitgezet zou worden, hij eiste staatssecretaris Nebahat Albayrak te spreken. In beide gevallen werd het verkeer over de brug (gedeeltelijk) stilgelegd waardoor grote verkeersproblemen ontstonden die doorwerkten naar knooppunt Velperbroek, de A12, A15, A50, A73 en A325.[8]
- De Waalbrug komt in de film over Operatie Market Garden A bridge too far voor, en in de spellen Medal of Honor: Frontline en Medal of Honor: Airborne.

## Fotogalerij

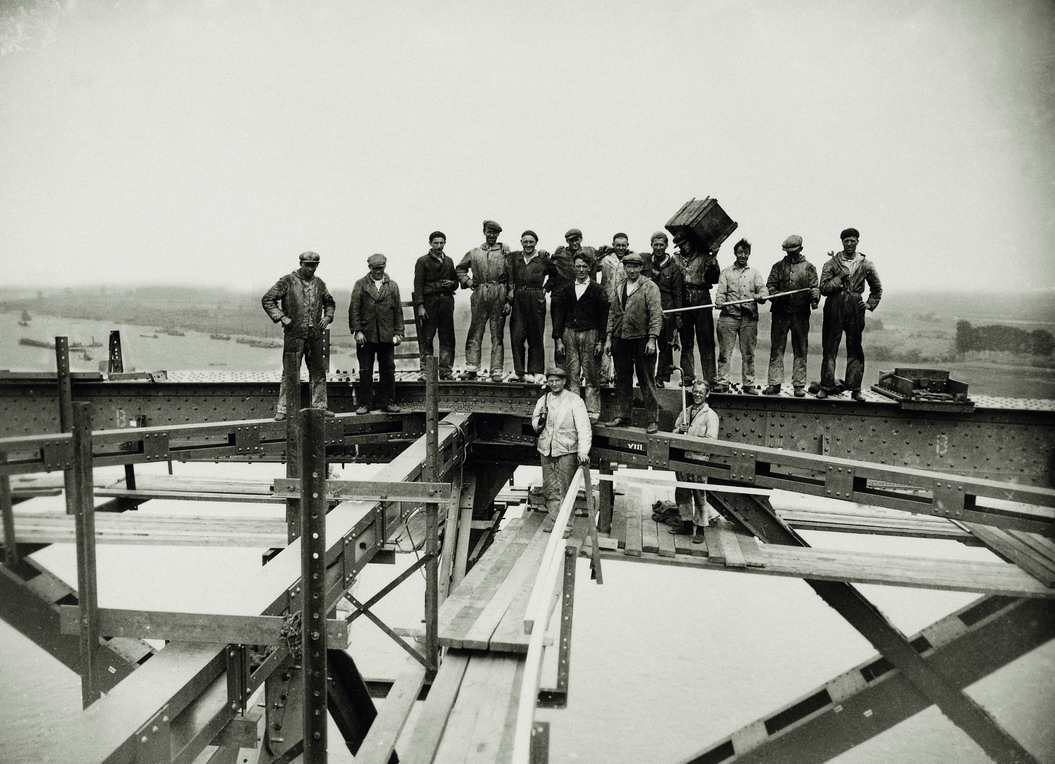
Waalbrug in aanbouw, mogelijk bereiken hoogste punt op 16 augustus 1935
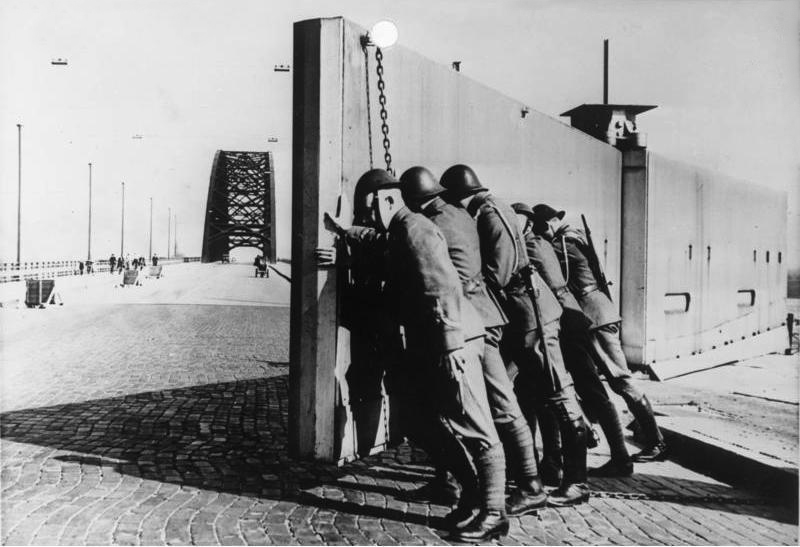
Nederlandse soldaten sluiten in de lente van 1939 de brug af met een betonnen wand
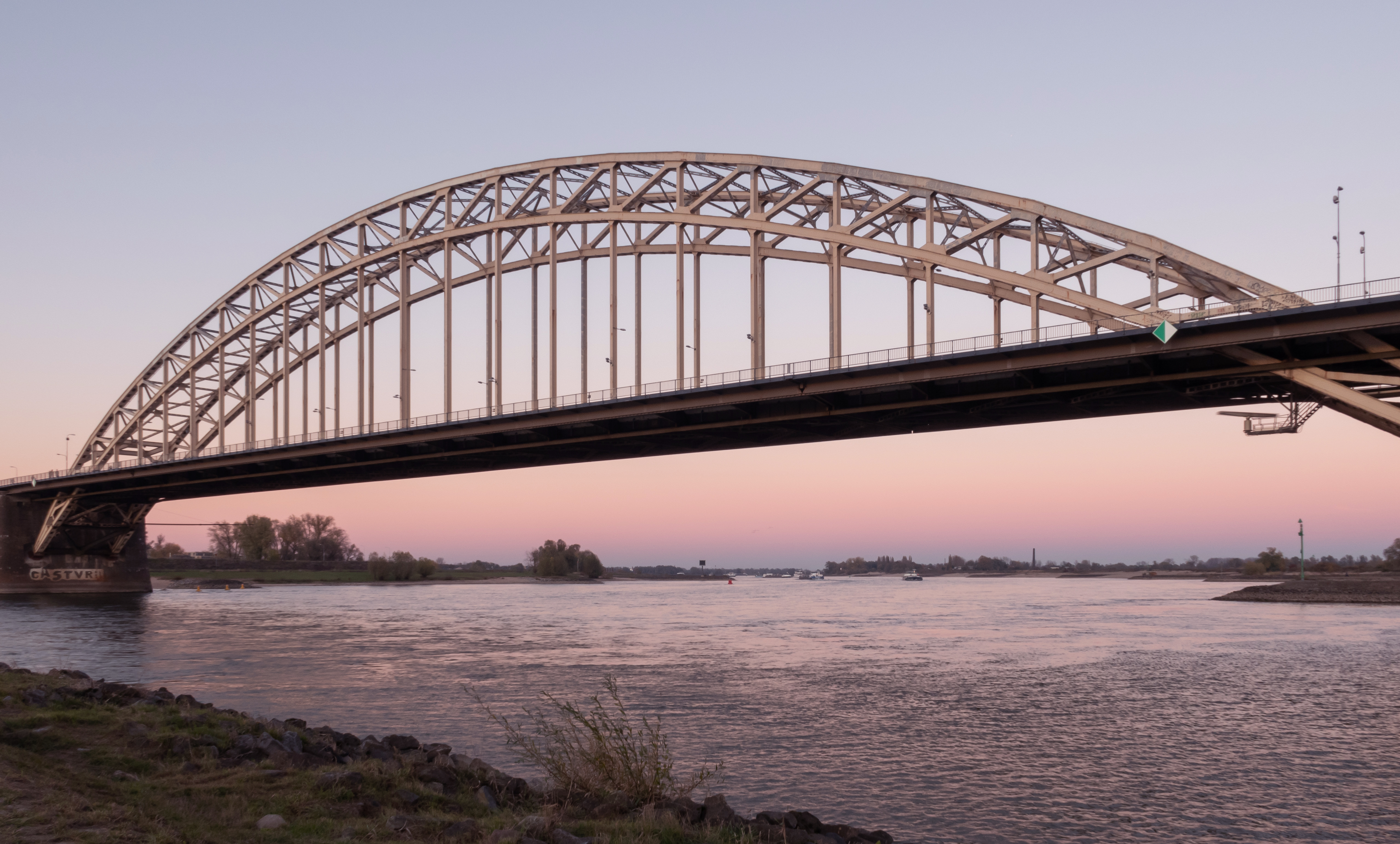
De Waalbrug in Nijmegen tijdens de schemering
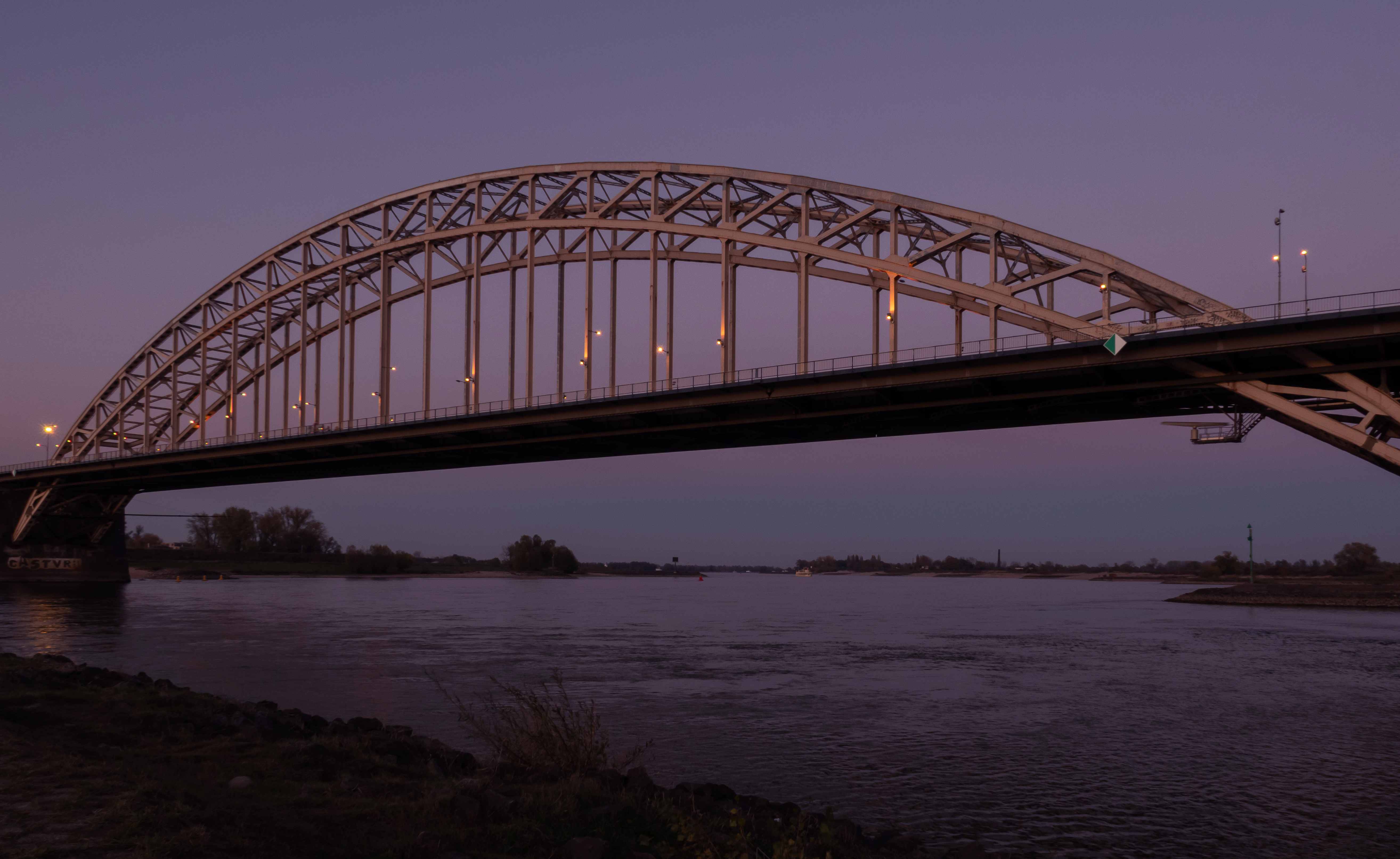
De Waalbrug in Nijmegen tijdens de schemering
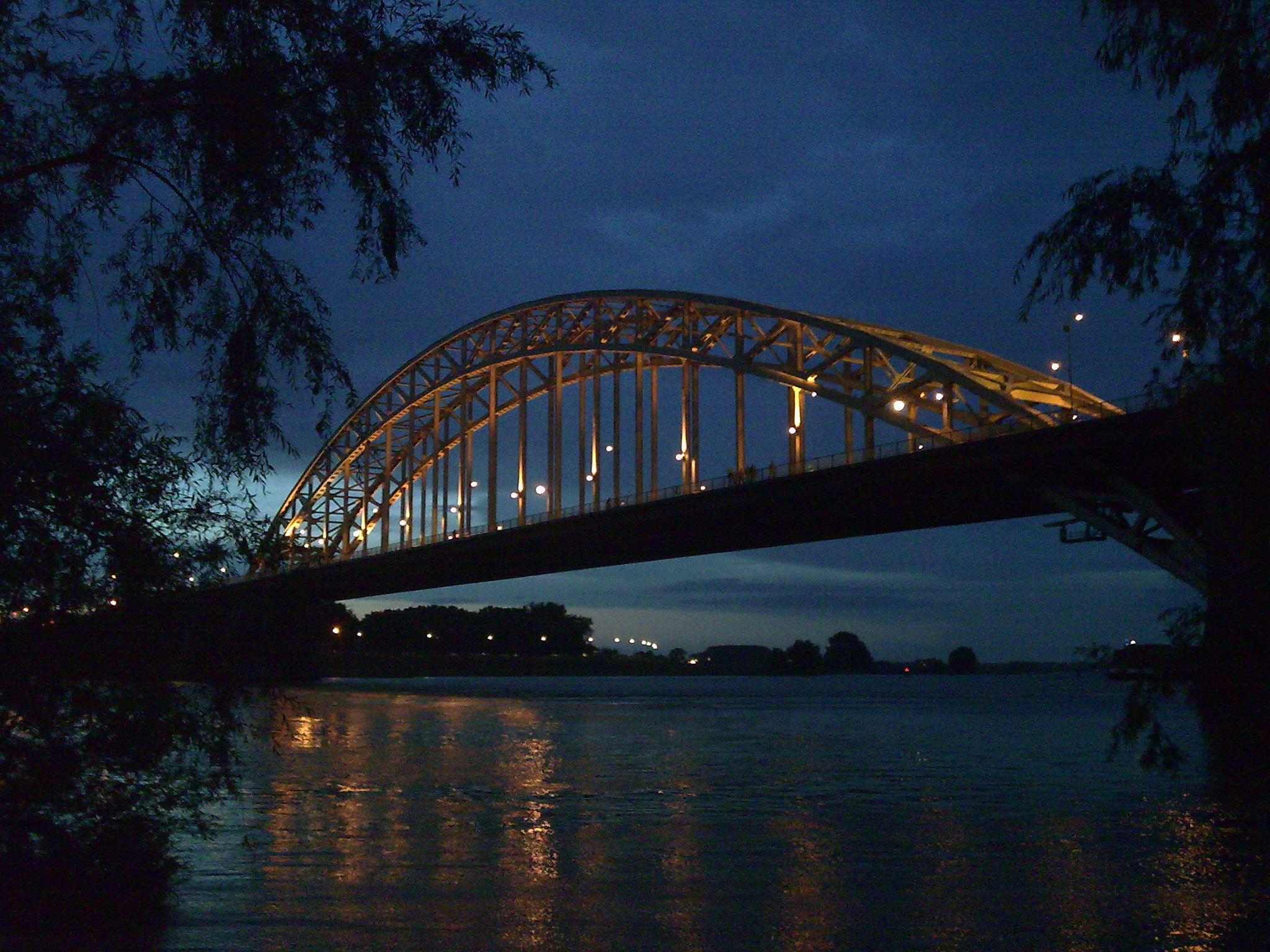
De Waalbrug in Nijmegen, gezien vanuit de haven
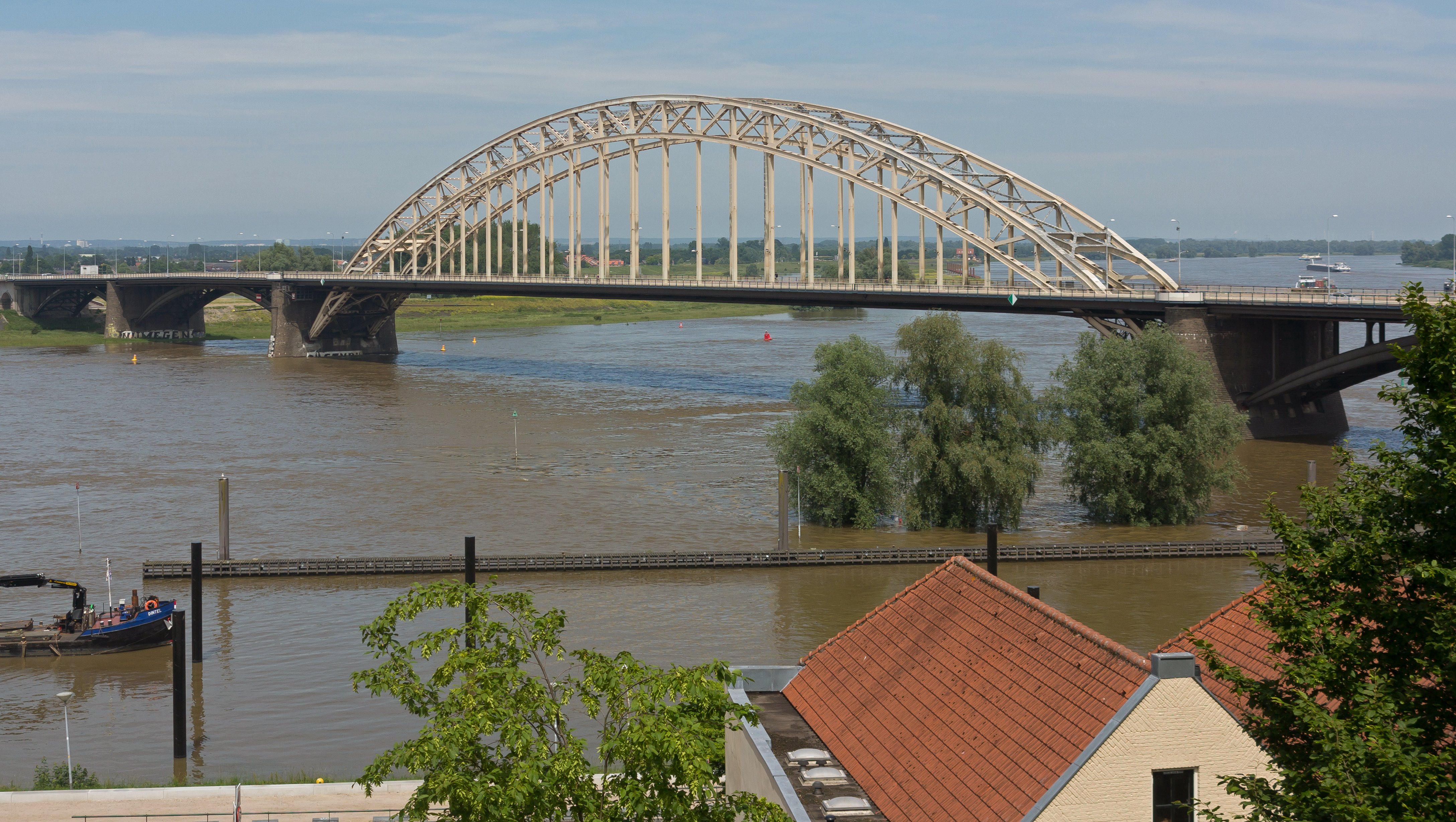
De Waalbrug vanaf het Valkhof
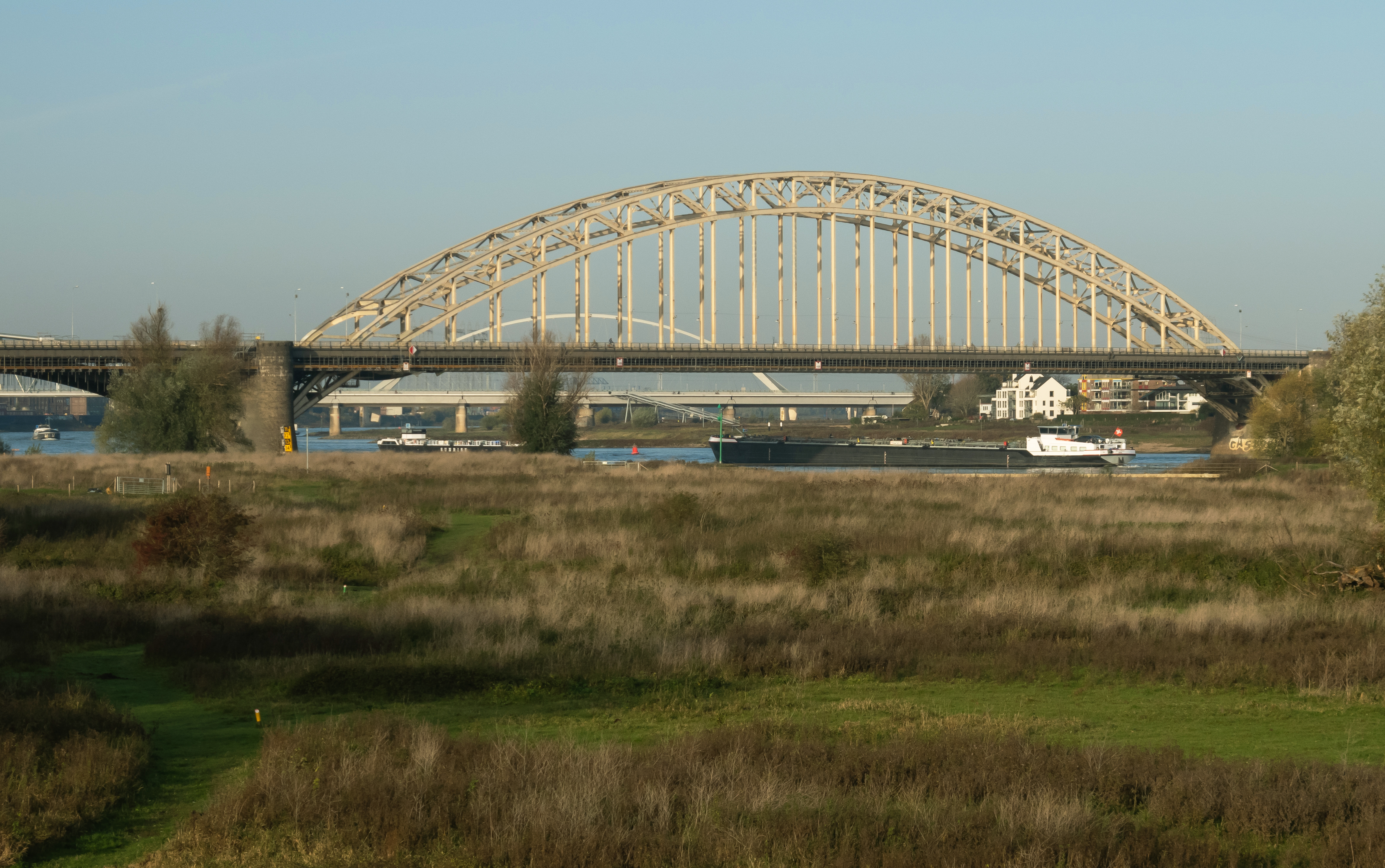
De Waalbrug vanaf Circul van de Ooij